# آیتم
آیتم (به کره‌ای: 아이템; لاتین‌نویسی اصلاح‌شده: Aitem) یک مجموعهٔ تلویزیونی کره جنوبی سال ۲۰۱۹ در ژانر درام معمایی فانتزی بر پایهٔ مجموعه وب‌تون کاکائو پیج با همین نام است. جو جی هون، جین سه یون، کیم کانگ-وو و کیم یو-ری در آن بازی کردند. این مجموعه از ۱۱ فوریه تا ۲ آوریل ۲۰۱۹ از ام‌بی‌سی پخش شد.

## بازیگران

### اصلی
- جو جی هون در نقش کانگ گون / کیم سونگ-کیو[۸]
- جین سه یون در نقش شین سو-یونگ[۹]
- کیم کانگ-وو در نقش جو سه-هوانگ[۱۰]
- کیم یو-ری در نقش هان یو-نا[۱۱]

## تولید
اولین جلسهٔ فیلمنامه خوانی در ۲۰ سپتامبر ۲۰۱۸ با حضور گروه بازیگران اصلی در ام‌بی‌سی در سانگام-دونگ انجام شد. نویسنده وب‌تون اصلی نیز حضور داشت.
زوج نقش اصلی جو جی هون و جین سه یون پیش از این در درام سال ۲۰۱۲ به نام پنج انگشت همکاری کرده بودند.